# Scano Boa
Scano Boa è un film italiano del 1961 diretto da Renato Dall'Ara.

## Trama

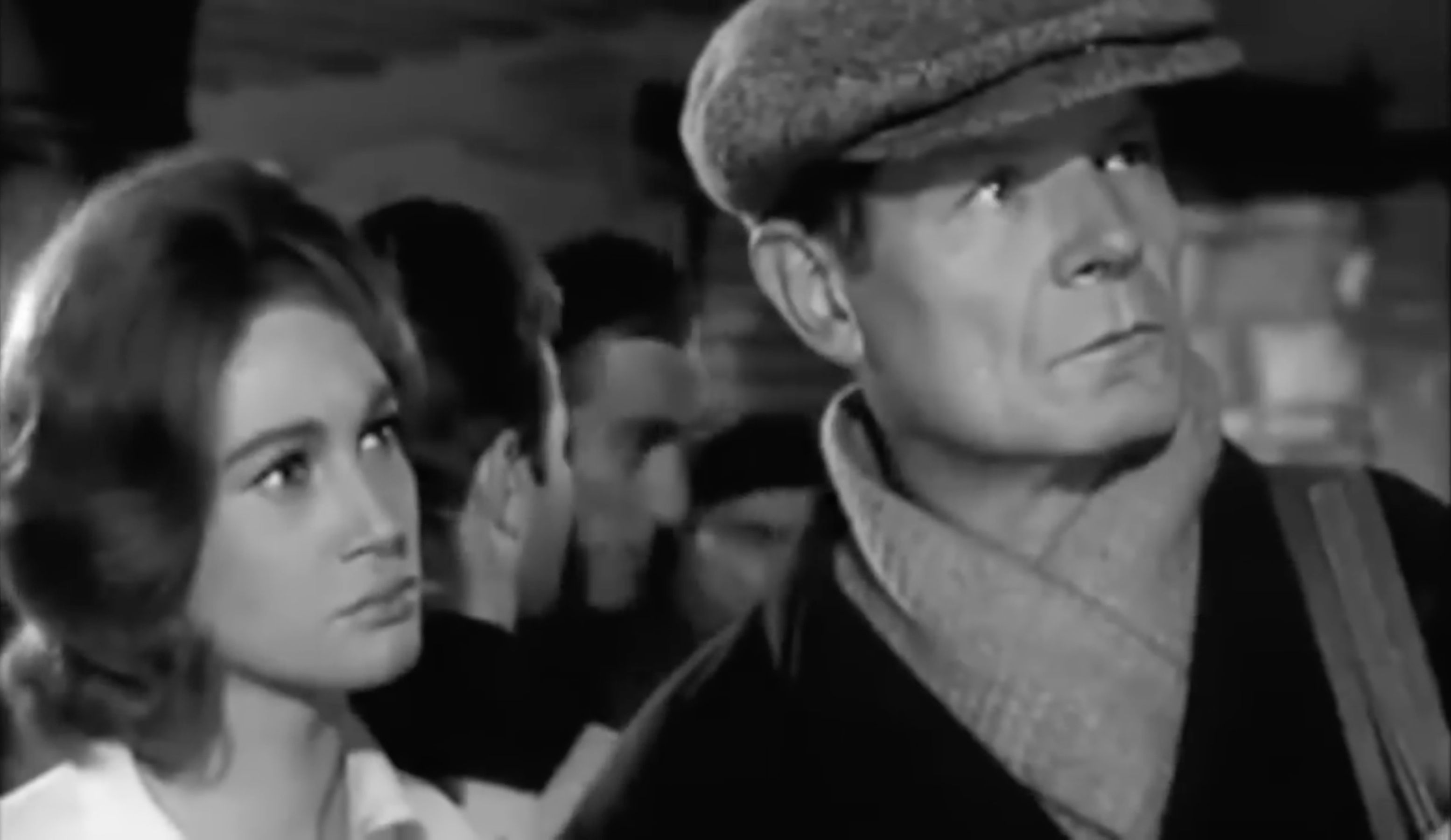
Clara (Carla Gravina) e suo padre (Alain Cuny) in una sequenza del film

Il pescatore Cavarzerino e sua figlia Clara, in cerca di fortuna, affittano una casa a Scano Boa, un piccolo paese di pescatori. I due non instaurano un buon rapporto con gli abitanti locali, che li accolgono con ostilità, considerandoli concorrenti per la sopravvivenza, in quanto il paese già si trova in povertà per la scarsità del pescato. Inoltre, dall'arrivo del Cavarzerino, diventa sempre più rara la comparsa degli storioni, ed egli stesso non riesce a pescarne alcuno, rischiando anzi la vita in mare per uscire in barca col cattivo tempo. Proprio mentre il Cavarzerino è disperso, il Baroncello, un abitante del paese che si distingue per la mancanza di scrupoli, usa violenza alla giovane arrivata, mettendola incinta.

## Produzione
Il film è ambientato nel Delta del Po, allo Scanno del Gallo e in altre zone del Polesine e di Comacchio. Tra gli interpreti figura anche Carla Gravina.
Il film è ispirato al romanzo dallo stesso titolo dello scrittore polesano Gian Antonio Cibotto e a un fatto di cronaca: la nascita di una bambina su una barca che trasportava la salma di un pescatore annegato.
Renato Dall'Ara nel 1954, supportato da compagni di partito e amici cinefili nella troupe e nel cast, aveva debuttato nella pratica cinematografica con un cortometraggio indipendente in 16mm dal titolo Scano Boa, che focalizzava specificatamente il fatto di cronaca della nascita di una bambina durante un funerale di pescatori. Il cortometraggio, prima produzione cinematografica totalmente polesana di sempre, per bocca di Tatti Sanguineti "...aveva spopolato nei festival dei cineamatori, a Rapallo e a Montecatini. Un successo tale da fare il giro del mondo: a Cannes, Berlino, Madrid. [...] Rifare il film alla grande, con la pellicola vera e gli attori veri, era diventato naturalmente il chiodo fisso del suo regista, Renato Dall’Ara, trentasei anni, architetto di Rovigo, proprietario di una fabbrica di scarpe, iscritto al PCI". - Tatti Sanguineti, Il cervello di Alberto Sordi. Rodolfo Sonego e il suo cinema, Adelphi, Milano, 2015.
Sulle vicende relative alla produzione del cortometraggio del 1954, in occasione del 60º anniversario il filmmaker rodigino Alberto Gambato realizzerà il pluripremiato cortometraggio L'isola che c'era, co-prodotto dal Circolo del Cinema di Adria presieduto da Vittorio Sega.